# Wanted Lucky Luke
Wanted Lucky Luke est un one-shot de Matthieu Bonhomme se déroulant dans l'univers de la série Lucky Luke créée par Morris. Il est sorti le 9 avril 2021 en album. C'est le deuxième album de Matthieu Bonhomme dans l'univers de Lucky Luke  après L'Homme qui tua Lucky Luke (2016).
Alors que la tête de Lucky Luke est mise à prix, il décide d'escorter trois sœurs qui tentent de rejoindre la ville de Liberty avec leur troupeau de vache.

## Résumé
La tête de Lucky Luke est inexplicablement mise à prix pour 50 000 dollars, ce qui fait de lui la cible d’attaques d’un mystérieux agresseur. Peu après, il rencontre Cherry, Angie et Bonnie, trois sœurs cherchant à atteindre la ville de Liberty pour y vendre leur troupeau. Luke décide de les accompagner afin de traverser le territoire des Apaches qui, menés par Patronimo, cherchent également à capturer le cow-boy.
En chemin, les sœurs sont rapidement attirées par Lucky Luke et font un pari : celle qui parviendra à l’embrasser la première gagnera. Malgré leurs efforts, Luke ne montre aucune émotion particulière, s’inquiétant davantage des Apaches et de son agresseur, toujours à sa poursuite. Ce dernier finit toutefois par se révéler : il s’agit de Brad Defer, fils du tueur à gages Phil Defer, abattu en duel par Luke. Bien que désarmé par une ruse des sœurs (Cherry en profite également pour gagner son pari en volant un baiser au cow-boy), Brad parvient à s’enfuir.
Peu après, les Apaches attaquent le groupe et volent le troupeau. Exténuées et effondrées par la perte de leurs bêtes, Angie et Bonnie décide de capturer Lucky Luke à leur tour pour empocher la prime, malgré les supplications de Cherry. Arrivés à Liberty, les filles et leur prisonnier sont accueillis par le bandit Joss Jamon et sa bande, composée de Bill le Tricheur, Jack le Muscle, Joe le Peau-Rouge, Pete l'Indécis, Sam le Fermier et Dick Dalton, cousin des frères Dalton. Jamon jubile en voyant Luke prisonnier et révèle aux filles que la ville est abandonnée depuis longtemps et qu’ils n’ont eu qu’à attendre qu’elles viennent à eux avec Luke pour l’attraper et empocher la prime.
Le soir venu, tandis que Luke est solidement attaché dehors, la bande de Jamon festoie et profite des charmes et des talents de musiciennes des filles pour s’amuser. Profitant de l’inattention des bandits, Brad Defer réapparaît et emmène Luke dans la nuit, espérant toujours empocher la prime. Le cow-boy en profite alors pour s’évader et maîtrise Brad. 
Revenu à Liberty, il attrape Jamon et ses hommes un à un et les enferme, libérant ainsi les trois sœurs. Toutefois, Patronimo et ses guerriers arrivent au même moment et se confrontent aux filles et aux bandits, bien décidés à garder le cow-boy pour eux. L’affrontement est toutefois interrompu par l’arrivée de la cavalerie, dont le chef a tôt fait de calmer Patronimo et le renvoyer dans sa réserve avec la promesse d’une aide de l’armée contre la sécheresse. Il attache également Luke et se prépare à le mener devant un juge, lorsque les filles remarquent un chose étrange dans les affaires de Dick Dalton : des affiches de mises à prix sur la tête de Luke, des clous et de la colle, prouvant que le cow-boy est innocent. 
Dick avoue alors avoir tout inventé afin de s’allier à d’autres bandits pour capturer Lucky Luke, puis les doubler et le livrer aux frères Dalton. Il espérait ainsi être accepté dans la bande et devenir le cinquième Dalton. 
Blanchi, Luke aide l’armée à emmener Joss et ses hommes, ainsi que Dick et Brad, puis se prépare à partir. Cherry, tombée amoureuse de lui, tente de le convaincre de rester mais est interrompue par l’arrivée d’un géomètre, envoyé par une compagnie de chemin de fer pour bâtir une gare à Liberty. Voyant là une occasion de repartir de zéro, les filles assurent être capables de reconstruire la ville et de la tenir ensuite, ce qui convainc le géomètre. Luke quitte alors la ville, convaincu que les trois sœurs sauront se débrouiller, et fait ses adieux à Cherry, en pleurs.

## Personnages
- Lucky Luke : cow-boy solitaire qui tire plus vite que son ombre, justicier de western.
- Angie (la brune), Bonnie (la rousse) et Cherry (la blonde) : trois sœurs déterminées à arriver à Liberty et à y vendre leur troupeau. Elles sont toutes trois attirées par le charme de Lucky Luke.
- Brad Defer : le fils de Phil Defer qui souhaite venger la mort de ce dernier[2]
- Joss Jamon[2] et sa bande (composée de Bill le Tricheur, Jack le Muscle, Joe le Peau-Rouge, Pete l'Indécis et Sam le Fermier) : groupe de bandits et vieux ennemis de Lucky Luke. Ils s’allient à Dick Dalton pour capturer le cow-boy.
- Dick « Dickhead » Dalton : cousin des frères Dalton. Il s’allie à la bande de Joss Jamon pour capturer Lucky Luke.
- Patronimo : chef rebelle d’un groupe d’Apaches. Il cherche également à capturer Lucky Luke.

## Commentaires
- Après avoir abordé le sujet du tabagisme dans L'Homme qui tua Lucky Luke (2016), la BD explore la relation qu'a Lucky Luke avec les femmes[1],[2].
- Wanted Lucky Luke fait revenir la bande de Joss Jamon, apparue dans Lucky Luke contre Joss Jamon (1958) et le chef Patronimo, apparu dans Canyon Apache (1971).
- L’album créé également de nouveaux personnages : Brad Defer, fils de Phil Defer, vu dans l’album Lucky Luke et Phil Defer « le Faucheux » (1956)[1],[2] et Dick Dalton, cousin des frères Dalton.
- Brad Defer dit que Lucky Luke a tué son père en duel. Ce point ramène à la version censurée de l'histoire Lucky Luke et Phil Defer, où le cow-boy solitaire abat son adversaire. Dans la version censurée, Phil Defer est uniquement blessé par Luke et rendu définitivement inapte au tir.
- On peut noter que l'auteur fait à nouveau un jeu de mots avec le nom de Brad Defer (« bras de fer »), comme Morris l'avait fait avec Phil Defer (« fil de fer ») à l'époque.
- Brad Defer est, comme Phil Defer avant lui, dessiné avec les traits de l'acteur Jack Palance.
- Le colonel de la cavalerie emprunte des traits identiques au colonel O’Nollan de l’album Canyon Apache.
- Dick Dalton dit être le fils d’Henry Dalton, l'oncle de Joe, William, Jack et Averell Dalton. Ce personnage est mentionné dans La Ballade des Dalton (1978), où ses neveux doivent récupérer son héritage en éliminant le jury qui l’a condamné à la potence.
- À la fin de l’album, Lucky Luke chante une version revisitée de sa fameuse chanson. Cette dernière est identique à la version chantée par le cow-boy à la fin de l’album La Fiancée de Lucky Luke (1985).